# Воин полуночи
«Воин полуночи» (англ. Midnight Warrior) — художественный фильм 1989 года производства США, боевик с элементами детектива и драмы, снятый режиссёром Джозефом Мерхи. Фильм имеет и другое название — «Полночный воин».
Главные роли в этом фильме исполнили Кевин Бернхардт, Берни Энджел, Лилли Мелгар, Мишелль Бергер, Марти Бринтон и Рита Роджерс.

## Сюжет
Тележурналист и оператор, работающие в телепередаче, показывающей криминальную хронику, разъезжают по городу и ищут интересные истории для своей передачи. Они думают только о рейтинге своей передачи. Однажды они снимают кадры с одной девушкой, которая им рассказывает о том, что хочет закончить свою жизнь самоубийством.
В итоге журналист оказывается вовлечённым в криминальную разборку — девушка убита преступниками, которые промышляют наркотиками и порнофильмами. Основным же подозреваемым становится сам журналист. А шеф репортёра и не думает вызволять своего подчинённого из передряги — он думает только о рейтингах своей передачи, а они растут.

## В ролях
- Кевин Бернхардт — Ник Бранка
- Берни Энджел — Бадди Арнштейн
- Лилли Мелгар — Анжелина Мантуччи
- Мишелль Бергер — Вики
- Марти Бринтон — Сэм
- Рита Роджерс — Роз Бранка
- Хайди Пэйн — Лиз Браун
- Дэвид Пэрри — Эдди Колфэкс
- Ренни Страуд — Ральф
- Стивен Солар — Лу
- Жаннет Матэус — Мэри
- Эддисон Рэндл — снайпер